# Energinet
Energinet er en selvstændig, offentlig virksomhed, der ejes af Energi-, Forsynings- og Klimaministeriet. Virksomheden blev etableret i 2005 på baggrund af en fusion mellem Eltra, Elkraft System, Elkraft Transmission og Gastra.
Energinet er en såkaldt Transmission System Operator (TSO), dvs. at Energinet har ansvaret for at drive de overordnede transmissionssystemer i Danmark inden for el og gas, på elsiden drejer det sig om 132 kV, 150 kV, 220 kV samt 400 kV systemerne. I 2014 var 25% af højspændingsledningerne kabler i jorden.
Energinet beskæftiger ca. 2.300 medarbejdere og har hovedsæde i Erritsø ved Fredericia. Gasdivisionen er beliggende i Ballerup. Den 14. september 2017 besluttede Energi-, forsynings- og klimaminister Lars Christian Lilleholt efter indstilling fra Energinet.dk’s bestyrelse, at selskabets navn fremover skal være Energinet.

## Arbejdsområder
Virksomheden har ansvaret for forsyningssikkerheden, for at skabe objektive betingelser for konkurrence på energimarkederne og for indpasning af vedvarende energi i el- og gas-systemet. Desuden støttes forskning, udvikling og demonstration af nye teknologier til miljøvenlig elproduktion gennem ForskEL, ForskVE og ForskNG. Endvidere opgøres udledningen af stoffer til miljøet fra det samlede energisystem og det sikres at energisektorens beredskab er velfungerende.
På el-siden drives flere af de store forbindelser, bl.a omformerstationen i Tjele, hvor vekselstrøm fra Tyskland og Danmark omformes til jævnstrøm til Norge, og omvendt.
På gas-siden drives mere end 924 km rørledninger (bl.a Baltic Pipe), målerstationer og gaslagrene i Stenlille og Lille Torup (7 salt-kaverner). Natur- og Miljøklagenævnet gav i 2016 endeligt afslag på udvidelse af salt-kavernerne i Lille Torup.

## Økonomi
Energinets indtægter og udgifter skal balancere. Hovedparten af indtægterne opkræves via tariffer, som forbrugerne betaler via el- og gasregningen og som skal godkendes af Energitilsynet. Tarifferne dækker udgifter til drift og udbygning af el- og gassystemerne (nettarif), forsyningssikkerhed (systemtarif), og støtte til forskning og udvikling samt miljøvenlig elproduktion (PSO-tarif). Energinet har en årlig omsætning på 8-9 mia. kr.